# 大鱗桂脂鯉
大鱗桂脂鯉，為輻鰭魚綱脂鯉目脂鯉亞目脂鯉科的其中一個種，為熱帶淡水魚，分布於南美洲巴西瓜波雷河及马代拉河上游流域，體長可達9.5公分，棲息在底中層水域，生活習性不明。